# Night Changes
Night Changes — utwór brytyjsko-irlandzkiego boysbandu, One Direction, pochodzący z ich czwartego, studyjnego albumu, Four. Jego tekst został napisany przez Jamiego Scotta, Juliana Bunettę i Johna Ryana, którzy są też jego producentami. Piosenka została wydana jako drugi i ostatni singiel z krążka 14 listopada 2014 nakładem wytwórni Syco Music i Columbia Records. Jest to ostatni singiel zespołu wraz z Zaynem Malikiem, który odszedł z niego w marcu 2015 roku.

## Tło i Wydanie
Night Changes zostało ujawnione jako drugi singiel z płyty w wywiadzie z Scottem Millsem. Utwór został wydany 14 listopada 2014, trzy dni przed wydaniem albumu.

## Kompozycja
Utwór trwa 3 minuty i 47 sekund i zaczyna się w tonacji As-dur. W 2 minucie tonacja zmienia się do B-dur.

## Teledysk
Teledysk do piosenki został wydany 21 listopada 2014 i reżyserowany jest przez Bena Winstona.
Wideo było kręcone z punktu widzenia randki z każdym członkiem zespołu, z Zaynem we włoskiej restauracji (której najwyraźniej jest właścicielem, gdy wita kucharzy na zapleczu przedstawiając swoją partnerkę kelnerce), z Louisem jeżdżąc po kraju, z Niallem grając przy kominku w Monopoly i Jenge, z Liamem w Wesołym Miasteczku i z Harrym na Lodowisku.
W ciągu trwania, randka zamienia się z lepszej na gorszą. Na randce Zayna pojawia się były chłopak jego partnerki który wylewa na niego wodę razem z jedzeniem, co skłania ją do opuszczenia. Następnie Harry dostrzega parę robiące kilka tricków na lodowisku które próbuje zrobić razem z partnerką kończy jednak na obojgu będących kontuzjowanych. Liam dostaje mdłości i zaczyna wymiotować w kapelusz partnerki. Niall skłania się ku kominkowi, przez co jego sweter zaczyna się palić, przy czym bierze ręcznik żeby go ugasić, po czym rozlewa sok na sukienkę swojej partnerki. Louis zostaje zatrzymany przez policjanta z którym próbuje żartować co prowadzi go do umieszczenia go w areszcie przy czym widzi Louisa z tyłu radiowozu.